# Martin-chasseur de Mangaia
Todiramphus ruficollaris
Espèce
Synonymes
- Halcyon ruficollaris Holyoak, 1974[1]
- Todiramphus tutus ruficollaris (Holyoak, 1974)[1]
- Todirhamphus ruficollaris (Holyoak, 1974)[1]

Statut de conservation UICN

 VU D1+2 : Vulnérable

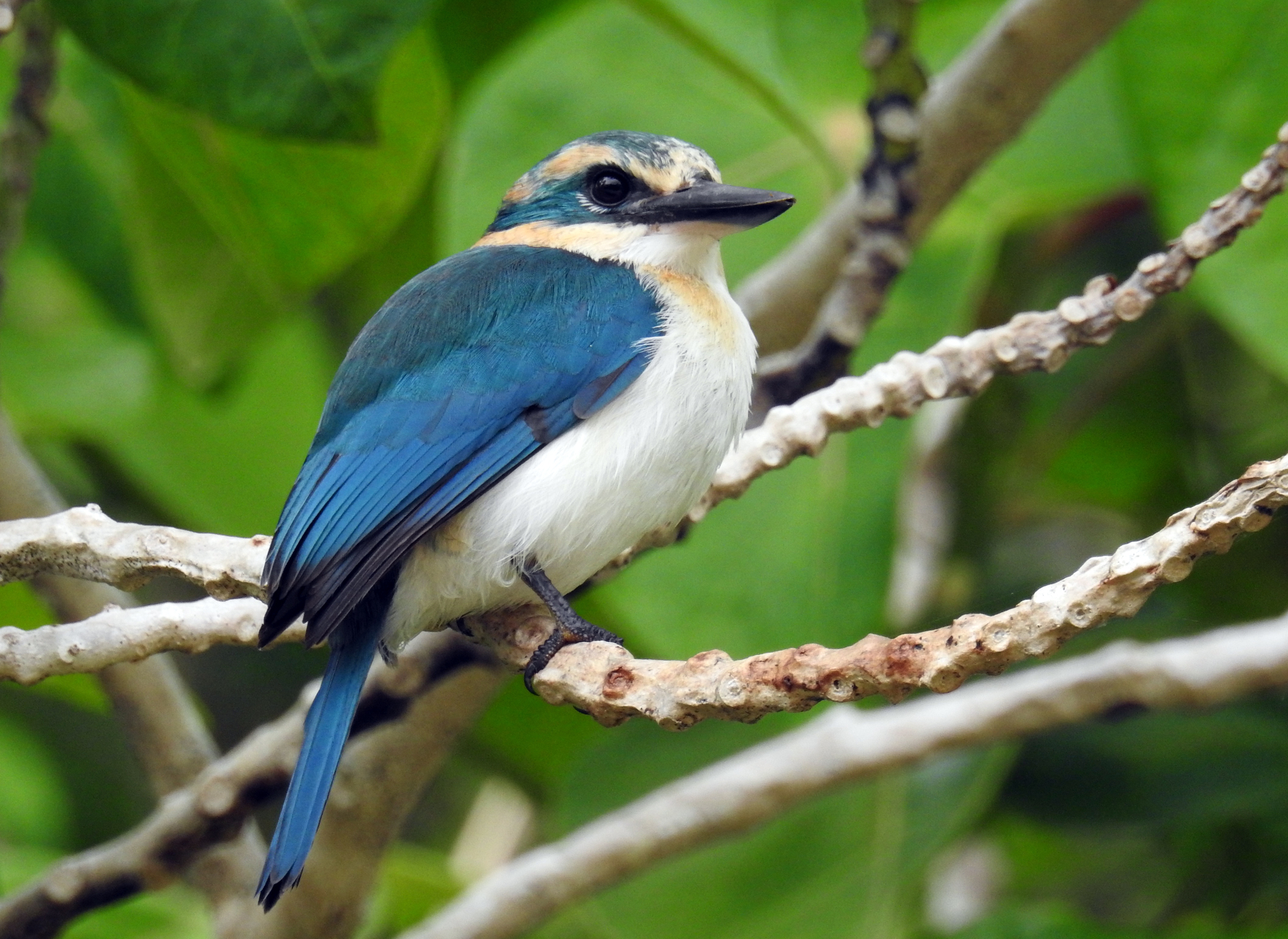
Martin-chasseur de Mangaia

Le Martin-chasseur de Mangaia (Todiramphus ruficollaris) est une espèce d'oiseaux de la famille des Alcedinidae.

## Systématique
L'espèce Todiramphus ruficollaris a été initialement décrite en 1974 par l'ornithologue britannique David T. Holyoak (d) sous le protonyme d’Halcyon ruficollaris.

## Répartition
Il est endémique à Mangaia aux îles Cook.

## Habitat
Il habite les forêts et plantations humides tropicales et subtropicales de basse altitude.
Il est menacé par la perte de son habitat.

## Publication originale
- (en) D. T. Holyoak, « Undescribed land birds from the Cook Islands, Pacific Ocean », Bulletin of the British Ornithologists' Club, Londres, BOC, vol. 94,‎ 19 août 1974, p. 145-150 (ISSN 0007-1595 et 2513-9894, OCLC 1537351, lire en ligne).